# Bouscarle de David
Locustella davidi
Espèce
Synonymes
- Bradypterus davidi (La Touche, 1923)[2]
- Bradypterus thoracicus davidi (La Touche, 1923)[2]
- Tribura thoracica davidi La Touche, 1923[2]

Répartition géographique
Statut de conservation UICN

 LC  : Préoccupation mineure
La Bouscarle de David (Locustella davidi, anciennement Bradypterus davidi) est une espèce de passereaux de la famille des Locustellidae.

## Systématique
L'espèce Locustella davidi a été initialement décrite en 1923 par John La Touche (d) sous le protonyme de Tribura thoracica davidi.

## Répartition
Elle niche dans le Nord-Est de la Chine, du Sud du Heilongjiang au Sud de Ho-pei, et hiverne du Sud de la Chine au Nord de la Thaïlande.

## Habitat
Son habitat naturel est les forêts boréales.

## Liste des sous-espèces
Selon la classification de référence du Congrès ornithologique international (version 11.1, 2021) :
- sous-espèce Locustella davidi davidi (La Touche, 1923)
- sous-espèce Locustella davidi suschkini (Stegmann, 1929)

## Étymologie
Son épithète spécifique, davidi, lui a été donnée en l'honneur du Père Armand David (1826-1900), missionnaire lazariste, botaniste et zoologiste français.

## Publication originale
- (en) John David Digues La Touche, « Mr. J. D. La Touche sent the following notes and descriptions », Bulletin of the British Ornithologists' Club, Londres, vol. 43, nos 253-280,‎ 1923, p. 168-169 (ISSN 0007-1595, lire en ligne, consulté le 22 juin 2021).